# Gaius Gracchus
Gaius Sempronius Gracchus (n. 154 î.Hr. – d. 121 î.Hr.) a fost un reformator ce făcea parte din partidul popular (partid ce lupta pentru drepturile oamenilor săraci). El a dat o lege prin care se puneau la vânzare cerealele la jumătate de preț în folosul săracilor. De asemenea, a dat o lege prin care 6.000 de cetățeni care locuiau la Roma puteau fi mutați în Cartagina, creându-se astfel posibilitatea de a avea locuri de trai. De asemenea, s-a propus crearea de construcții (poduri, drumuri) și desecări de bălți pentru a oferi locuri de muncă.
A intrat în contradicție cu statul roman atunci când a dorit să ofere cetățenie tuturor locuitorilor (legea era bună, dar era mult prea radicală pentru Roma acelor timpuri).
În urma unor revolte, pentru a nu cădea în mâinile statului roman, Gaius Gracchus l-a pus pe servitorul său să-l ucidă.